# So Many Ways (single)
So Many Ways is de debuutsingle van zanger Dean Delannoit en werd uitgebracht op 1 juni 2007 als cd-single en legale download.

## Charts
| Single met hitnotering(en) in de Vlaamse Ultratop 50 | Datum van verschijnen | Datum van binnenkomst | Hoogste positie | Aantal weken | Opmerkingen |
| ---------------------------------------------------- | --------------------- | --------------------- | --------------- | ------------ | ----------- |
| So Many Ways                                         | 01-06-2007            | 09-06-2007            | 2               | 15           |             |